# 1587 Kahrstedt
1587 Kahrstedt eller 1933 FS1 är en asteroid i huvudbältet, som upptäcktes 25 mars 1933 av den tyske astronomen Karl Wilhelm Reinmuth i Heidelberg. Den har fått sitt namn efter astronomen Albrecht Kahrstedt.
Asteroiden har en diameter på ungefär 15 kilometer och den tillhör asteroidgruppen Rafita.